# Bromato de potássio
Bromato de potássio é um composto químico de fórmula KBrO3, é um sal bromato do metal potássio e apresenta-se como cristais ou pó branco.

## Obtenção
A síntese do bromato de potássio ocorre através do acréscimo de bromo em solução de hidróxido de potássio concentrado aquecido. O bromato de potássio precipita-se da solução mais facilmente que o brometo, que sendo mais solúvel, permanece na solução.
{\displaystyle \mathrm {Br_{2}+2\ KOH\longrightarrow \ KBr+\ KOBr+\ H_{2}O} }
{\displaystyle \mathrm {3KOBr\longrightarrow \ 2KBr+\ KBrO_{3}} }

## Uso em alimentos
É tipicamente usado como um melhorador de farinha (número E E924), reforçando a expansão de massa de panificações e permitindo-a "crescer" mais. É um agente oxidante, e sob as condições corretas, irá ser completamente consumido na panificação. Entretanto, se é adicionado em demasia, ou se o pão não é assado o suficiente ou em temperatura não alta o suficiente, restará uma quantidade residual que pode ser nociva, se consumida.
O bromato de potássio pode também ser usado na produção de malte de cevada. A estadunidense FDA tem prescrito certas condições em que esse composto pode ser usado com segurança, as quais incluem padrões para o produto de malte de cevada final.

## Segurança e questões legais
Ele é um oxidante muito poderoso (E° = 1.5 volts, comparável ao permanganato de potássio). Bromato é considerado um carcinogênico categoria 2B (possivelmente carcinogênico em humanos) pela International Agency for Research on Cancer (IARC).
O uso de bromato de potássio foi banido em produtos alimentícios na Europa, assim como do Reino Unido em 1990, e no Canadá em 1994, e muitos outros países. Foi banido no Sri Lanka em 2001 e China em 2005. Também foi banido na Nigéria e no Brasil.
Nos EUA não foi banido. A FDA sancionou o uso de bromato antes da cláusula Delaney do Food, Drug, and Cosmetic Act tornando-o efetivo em 1958 — a qual baniu substâncias carcinogênicas — assim, é mais difícil que agora ele seja banido. Em lugar disso, desde 1991 o FDA tem pedido aos panificadores que voluntariamente parem de usá-lo. Na Califórnia uma etiqueta de alerta é requerida quando farinha com bromato é usada.